# Heimweiler
Heimweiler település Németországban, Rajna-vidék-Pfalz tartományban. Lakosainak száma 407 fő (2023. december 31.).

## Népesség
A település népességének változása:
| Lakosok száma | 413  | 396  | 388  | 394  | 411  | 407  |
|               | 1975 | 2017 | 2019 | 2021 | 2022 | 2023 |